# Viquipèdia en portuguès
La Viquipèdia en portuguès (en portuguès, Wikipédia em português) és l'edició en portuguès de la Viquipèdia.
Va ser la cinquena edició de Viquipèdia en ser creada, el juny de 2001, i va assolir 50.000 articles el 21 de maig de 2005. Des de final de 2004, l'edició va créixer ràpidament. Durant maig de 2005 va sobrepassar tant la Viquipèdia en castellà com la italiana. El 30 de juliol de 2005 la Viquipèdia en portuguès va assolir la xifra de 60.000 articles, i 95.000 el 2006. El dia 26 de gener de 2006 va superar cent mil articles. Actualment té 1.075.771 entrades i és la desena viquipèdia més gran per nombre d'articles.